# António José da Silva
Pour les articles homonymes, voir Antonio Silva et Silva.
António José da Silva, surnommé O Judeu, Le Juif, né en 1705 à Rio de Janeiro, alors colonie portugaise, et brûlé en octobre 1739 à Lisbonne, était un dramaturge portugais né au Brésil colonial. Formé à l'université de Coimbra, il a écrit l'ensemble de son œuvre au Portugal entre 1725 et 1739. Exécuté en public en 1739, cet écrivain prolifique est l'une des victimes de l'Inquisition portugaise. Il est actuellement considéré comme l'un des plus grands dramaturges portugais.
Sa pièce de théâtre Guerres du Romarin et de la Marjolaine (Guerras do Alecrim e da Manjerona) figure sur la "Liste des 50 œuvres essentielles de la littérature portugaise" établie en 2016 par le Diário de Notícias.

## Biographie
Le grand drame de José da Silva aura été de vivre à une époque où, poursuivis au Portugal et dans ses colonies, les juifs étaient contraints d’affirmer qu’ils étaient catholiques.
Son père était administrateur, avocat et poète, et avait réussi à cacher sa foi judaïque. Sa mère, Lourença Coutinho a par contre été accusée de judaïsme, ce qui a comme conséquence qu'elle est déportée au Portugal et jugée par l’Inquisition. Décidant de se rendre au Portugal pour se rapprocher de sa femme, son époux emmena ainsi le jeune António avec lui.
Par la suite, António José da Silva étudia le droit à l’université de Coimbra. Intéressé par la dramaturgie, il écrivit une première satire qui servit de prétexte aux autorités pour l'emprisonner une première fois, accusé de pratiques juives. Il sera torturé, puis relâché, mais gardera sa vie durant des séquelles de ce premier contact avec la justice séculière.
Après avoir pratiqué plusieurs années son métier d’avocat, il finit par se consacrer à l’écriture et sera considéré comme le plus grand dramaturge portugais de son époque.
C'est un écrivain prolifique, qui écrit des satires, où il critique de façon burlesque les ridicules et les travers de la société portugaise de l'époque, utilisant des références fréquentes à la mythologie ou à des auteurs de l’Antiquité ou ibériques comme Don Quichotte. Ses pièces peuvent presque être considérées comme des opéras, avec une partie orchestrale importante et des airs et ensembles chantés. La seule musique qui nous soit cependant parvenue est celle composée par António Teixeira.
Très populaires durant les années 1730, ses satires étaient principalement jouées dans des théâtres privés de Lisbonne avec des marionnettes et des chanteurs formés à l'opéra. Certaines de ces pièces s'appuient sur l'érudition, d'autres sur l'histoire. Toutes manifestent une forme originale entre opéra, tragédie, comédie, satire sociale, animation populaire, permettant de multiples clés de lecture.
Malgré tout, ses comédies sont largement reconnues comme étant les œuvres d'un Juif et furent fréquemment mises au théâtre au Portugal. Toutes ces pièces ont été réunies sous les titres de Théâtre comique portugais et de Théâtre du Juif. Elles continuent à être régulièrement jouées au Portugal.
Bien qu'il ait été l’ami d’Alexandre de Gusmão, conseiller du roi Jean V de Portugal, le 8 août 1726, António José da Silva est soudain arrêté avec sa mère et son épouse. Le 16 août, il est interrogé pour la première fois et, le 23 septembre mis à la question.  Trois semaines après cette épreuve, il ne peut toujours pas signer son nom. Il sauve sa vie en admettant avoir suivi les pratiques de la loi mosaïque. Il subit le grand autodafé du 23 octobre en présence du roi et de sa cour. Après avoir abjuré ses erreurs, il est remis en liberté. Sa mère, elle ne sera libérée qu’en octobre 1729, après avoir été torturée et figuré comme pénitente dans un autre autodafé.
Renommé par sa facilité et sa verve comique, José da Silva se fit par ses traits satiriques beaucoup d’ennemis contre lesquels le comte d’Erceyra le protégea, mais, après la mort de ce dernier, il fut dénoncé à l’Inquisition comme suspect de judaïsme et, en 1737, à nouveau emprisonné avec sa mère et son épouse Leonor de Carvalho, qui était sa cousine et également juive. Celles-ci furent libérées peu de temps après.
António J. da Silva fut à nouveau torturé. On découvrit qu’il était circoncis, une esclave noire témoigna qu’il pratiquait le sabbat et, bien que les détails de l’accusation paraissent négligeables et même contradictoires, le procès se solda par sa condamnation à mort. António José da Silva fut étranglé et brûlé sur le bûcher. Sa femme, qui assista à sa mort, mourut quelque temps après.
L’histoire d’António a inspiré au XXe siècle la pièce de théâtre Le Juif à Bernardo Santareno, lui-même d’origine juive. Plus récemment, la vie d'António José da Silva a été interprétée par Jom Tob Azulay dans le film O Judeu, en 1995.
Le Portugal lui a consacré un timbre le 7 juin 2010 dans la série Théâtre au Portugal, qui reproduit une scène de "Guerras do Alecrim e da Manjerona" sous le titre "António José da Silva (O Judeu)".

## Nouvelles et textes
- Vida do Grande D. Quichote de La Mancha e do Gordo Sancho Panda (1733)
- Esopaida ou Vida de Esopo (1734)
- Os Encantos de Medeia (1735)
- Anfitrião ou Júpiter e Alcmena(1736)
- Labirinto de Creta (1736)
- As Variedades de Proteu (1737)
- Guerras do Alecrim e da Manjerona (1737)
- Precipício de Faetonte (1738)
- Amor Vencido de Amor et Os Amantes de Escabeche (1737)
- El Prodígio de Amarante (comédie écrite en castillan vers 1737)

La maison Antoine Vitez a édité son théâtre en français en 2001 sous la direction de Pierre Léglise-Costa (éditions Climats / Maison Antoine Vitez). Les Guerres du romarin et de la marjolaine et les Métamorphoses de Protée ont été données avec leur musique originelle dans des Festivals et à la salle Gaveau en 2007. Son "Don Quichotte" est donné depuis 2008 à la Comédie Française à Paris.

## Liens
- Notices d'autorité :   - VIAF
  - ISNI
  - BnF (données)
  - IdRef
  - LCCN
  - GND
  - Espagne
  - Pays-Bas
  - Israël
  - NUKAT
  - Catalogne
  - Suède
  - Croatie
  - Tchéquie
  - Portugal
  - Brésil
  - WorldCat
- Littérature portugaise